# Dudley Buck
Dudley Buck (Hartford, Connecticut, 10 de març de 1839 - Orange, Nova Jersey, 6 d'octubre de 1909) fou un compositor i organista estatunidenc.
Estudià a París, Leipzig i Dresden, retornat al seu país el 1862 fixant la seva residència a Chicago, la qual s'incendià destruint molts dels seus manuscrits. Més tard fou organista de Boston, Nova York i Brooklyn.
Va compondre l'òpera còmica Deseret; els poemes simfònics, The Legend of Don Munio (1874), Marmion (1880), i The Golden Legend; ofertoris; motets; himnes, i d'altres obres religioses. Entre els seus llibres hi ha The influence of the Organ in History o Dictionary of Musical Terms (Nova York, 1882). També són de gran valor les seves Illustrations in Choir-Accompaniment with Hints on Registration.